# Société des dépôts et comptes courants
La Société des dépôts et comptes courants était une banque française créée en 1852, qui a fait faillite en 1891.

## Histoire
La Société des dépôts et comptes courants a été créée le 23 décembre 1851 sous le nom de « Donon, Aubry et Gautier, société de Bourse », par Maurice Claude Aubry (1820 - 1896), représentant des Vosges à l'Assemblée législative de 1849, puis à l'Assemblée nationale de 1871, qui après 1876 fut chargé de formuler dans le journal L'Union la doctrine du parti royaliste en matière économique et financière. La société est ensuite recapitalisée en 1856 et 1861.
Le même trio constitué de Maurice Aubry, Jules Gautier (d) et Pierre-Armand Donon, un banquier parisien, consul général de l'Empire ottoman sous le Second Empire, ont ensuite relancé en juillet 1863, sous une forme mieux capitalisée cette société, alors dotée d'un capital de 60 millions de francs, qui prend la suite de la maison de banque apparue en fait dès décembre 1851. Dans plusieurs documents, elle apparait comme fondée en 1863. Edouard Gautier, le fils de Julie-Elie Gautier la rejoint ensuite après avoir été directeur de la Banque de France.
La Société des Dépôts et Comptes Courants devient le point de rencontre des milieux industriels et financiers  sous le Second Empire. Elle est obligée de fermer en 1869 les bureaux de quartier qu'elle avait ouverts. Elle opère en effet de nombreux placements immobiliers de grande ampleur et se lie avec la Société financière de Paris, qui a les mêmes actionnaires et dirigeants, rejoints par d'autres, et se voit dotée d'un capital de 15 puis de 40 millions de francs. 
En août 1879, lorsque le fondateur de la Banque d'Escompte lance la « Société des Immeubles de Paris » au capital de 20 millions, qui est presque entièrement souscrit par la Société des Dépôts et Comptes Courants. L'établissement se lance aussi dans des opérations en partenariat avec la Banque des travaux publics et des constructions.
Elle a fait faillite en 1891, après avoir perdu de l'argent deux ans plus tôt au moment de l'échec du corner sur le cuivre de 1887, lors d'une débâcle qui oblige la Banque de France à intervenir, sous le contrôle du ministère des finances, tenu par Maurice Rouvier. Elle est aussi compromise lors du Scandale de Panama, qui éclate lorsque la Compagnie de Panama fut mise en liquidation judiciaire le 4 février 1889, provoquant la ruine de 85 000 souscripteurs.